# Jorrit Bosch
Jorrit Lucca Bosch (* 8. September 1997 in Lüneburg) ist ein deutscher Politiker (Die Linke). Bei der Bundestagswahl 2025 zog er über Platz 6 der niedersächsischen Landesliste seiner Partei erstmalig in den Deutschen Bundestag ein.

## Leben
Jorrit Bosch wuchs in Lüneburg auf und lebte nach seinem Schulabschluss kurze Zeit in Göttingen, bevor er 2019 nach Braunschweig zog. An der Technischen Universität Braunschweig schloss er ein Studium der Sozialwissenschaften mit den Schwerpunkten Vergleichende Regierungslehre und Arbeitssoziologie ab.
Nach dem Studium arbeitete er als Wahlkreismitarbeiter im Büro Victor Perlis. Im Februar 2024 kandidierte Bosch für den Bundesausschuss seiner Partei, bevor er am 23. Februar 2025 in den 21. Deutschen Bundestag gewählt wurde. Bosch ist Co-Vorsitzender des Kreisverbandes Braunschweig, wo er sich auf Wohnungs- und Bildungspolitik fokussierte. Er ist Mitglied der Vereinigten Dienstleistungsgewerkschaft (ver.di), dem Forum gegen Rechts e. V. und der REFUGIUM Flüchtlingshilfe e. V.
Im 21. Deutschen Bundestag ist Bosch ordentliches Mitglied im Verkehrsausschuss und dort Obmann für seine Fraktion. Außerdem ist er stellvertretendes Mitglied im Ausschuss für Sport und Ehrenamt. Zudem ist er für seine Fraktion Sprecher für Verkehrspolitik - Straßenverkehr und Infrastruktur.